# 11150 Bragg
11150 Bragg (1997 YG1) là một tiểu hành tinh vành đai chính được phát hiện ngày 21 tháng 12 năm 1997 bởi F. B. Zoltowski ở Woomera.